# Phyllophaga soctona
Phyllophaga soctona är en skalbaggsart som beskrevs av Moron 2000. Phyllophaga soctona ingår i släktet Phyllophaga och familjen Melolonthidae. Inga underarter finns listade i Catalogue of Life.